# كودانة سولاني
كودانة سولاني أو ريزوكتون أسود أو فطر الأرومة (الاسم العلمي Rhizoctonia solani)، فطر مجهري يتطفل على البطاطا وعلى أكثر من 200 نوع من النباتات تنتمي إلى 66 فصيلة. يكثر في المناطق المعتدلة الحرارة. يصيب الشتول في الأكواد فيذويها ويركبها في الحقول فيعطبها أخصها القطن والطماطم والباذنجان. مظهره على البطاطا المزروعة وشاح عنكبوتي أغبر اللون يكتنف الدرن والجذور والسوق حتى سطح التربة فيجعثها ثم يقضي على صلابتها فترتخي وتسّود وتذبل أوراقها وتيبس. وهو على درن البطاطا المقلوعة وشاح مشيجي أبيض اللون عنكبوتي النواس تتخلله قروح لاقياسية الشكل والحجم لونها إلى السمرة تعطب النسيج البعثروي. يكافح باستعمال مركبات سلفات النحاس أو أملاح الزئبق.

## صور إضافية

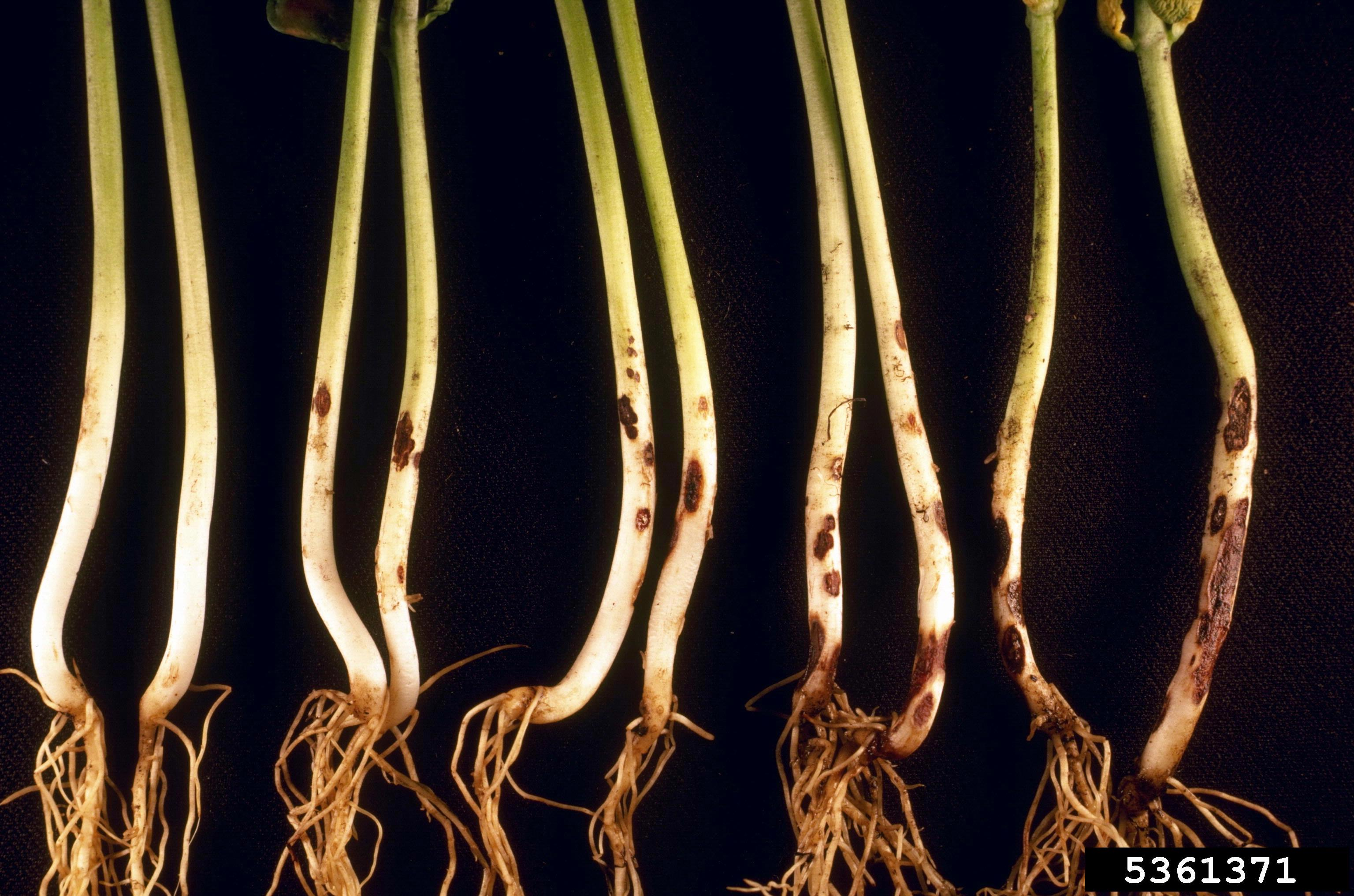
أصابة نبات الفاصوليا بالفطر
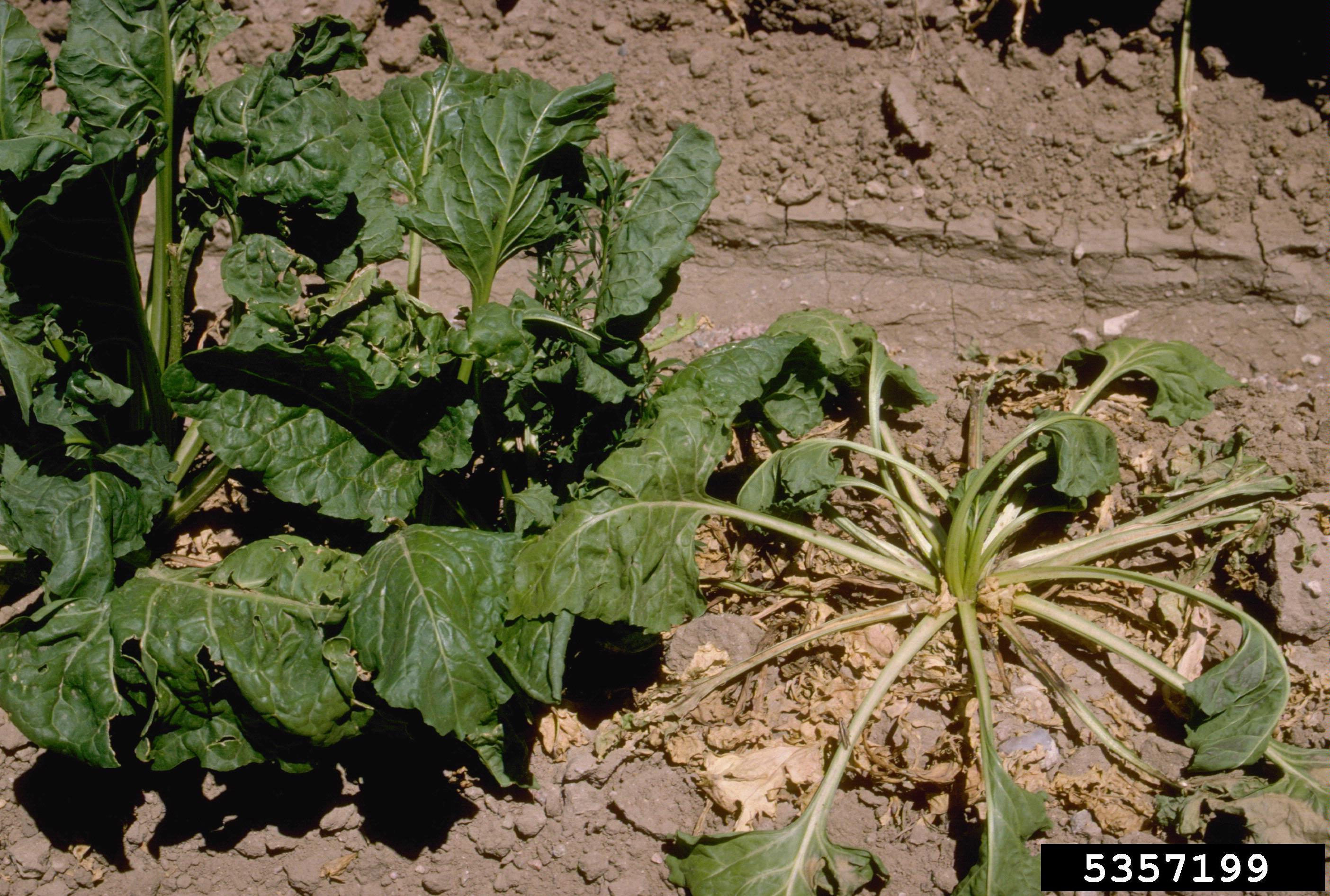
نبات مصاب باكودانة سولاني